# Comtat de Tartu
Tartu (en estonià Tartumaa) és un dels comtats en què es divideix Estònia. La seva capital és Tartu. Segons cens de 2025 compta amb una població de 157.760 habitants distribuïts en una superfície de 3.349 km2.

## Govern local
El govern del comtat (en estonià Maakonnavalitsus) és dirigit per un governador o maavanem, que és nomenat pel govern d'Estònia per un període de cinc anys. Des del 2005 el governador és Eha Pärn.

## Municipis
El comtat se subdivideix en 22 municipis. Hi ha 3 municipis urbans (o linnad, "ciutats") i 19 de rurals (o vallad, "comuns") al comtat de Tartu.
Municipis urbans:
- Elva
- Kallaste
- Tartu

Municipis rurals:
- Alatskivi
- Haaslava
- Kambja
- Konguta
- Laeva
- Luunja
- Meeksi
- Mäksa
- Nõo
- Peipsiääre
- Piirissaare
- Puhja
- Rannu
- Rõngu
- Tartu
- Tähtvere
- Vara
- Võnnu
- Ülenurme

## Galeria

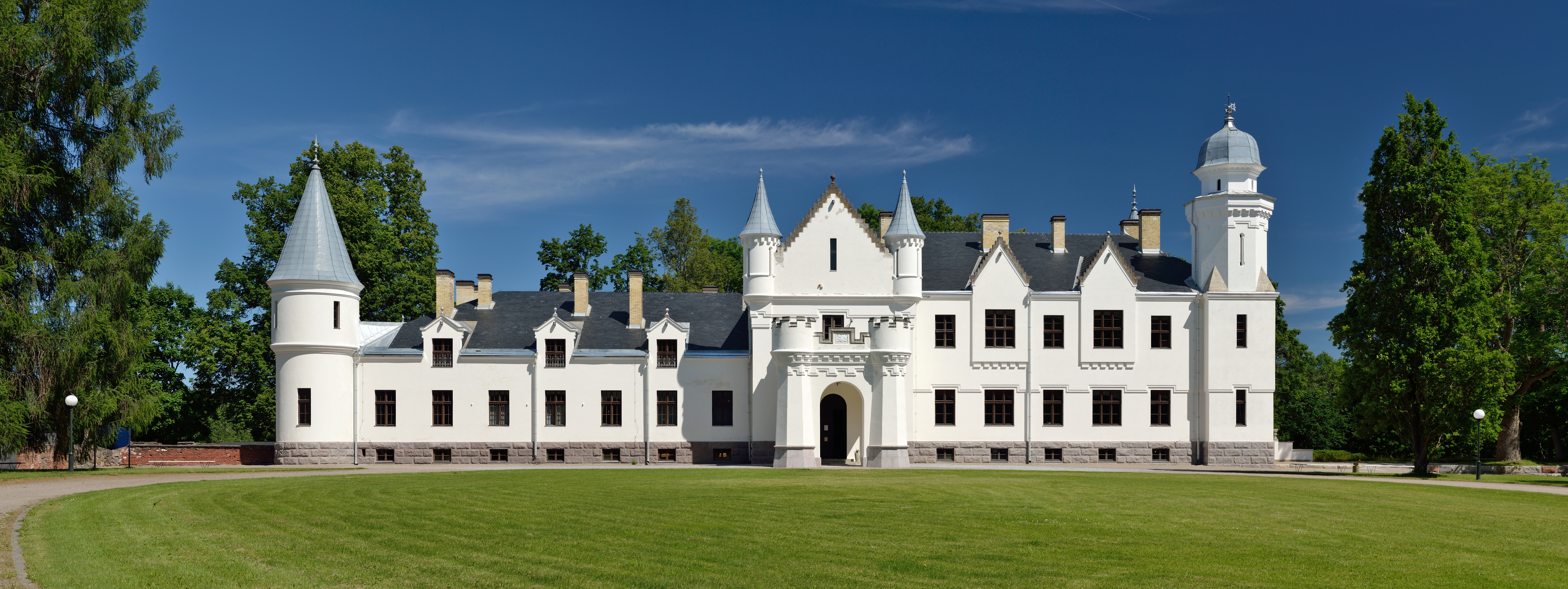
Castell d'Alatskivi
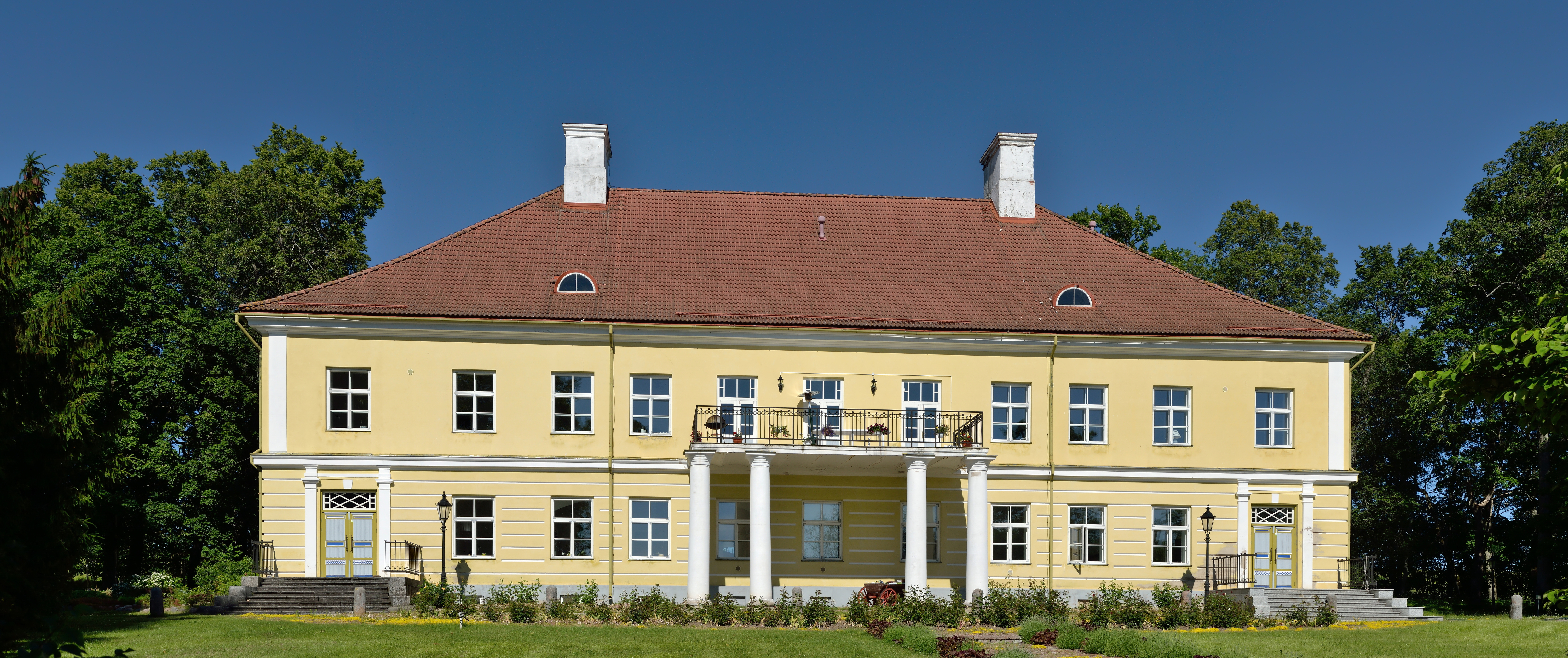
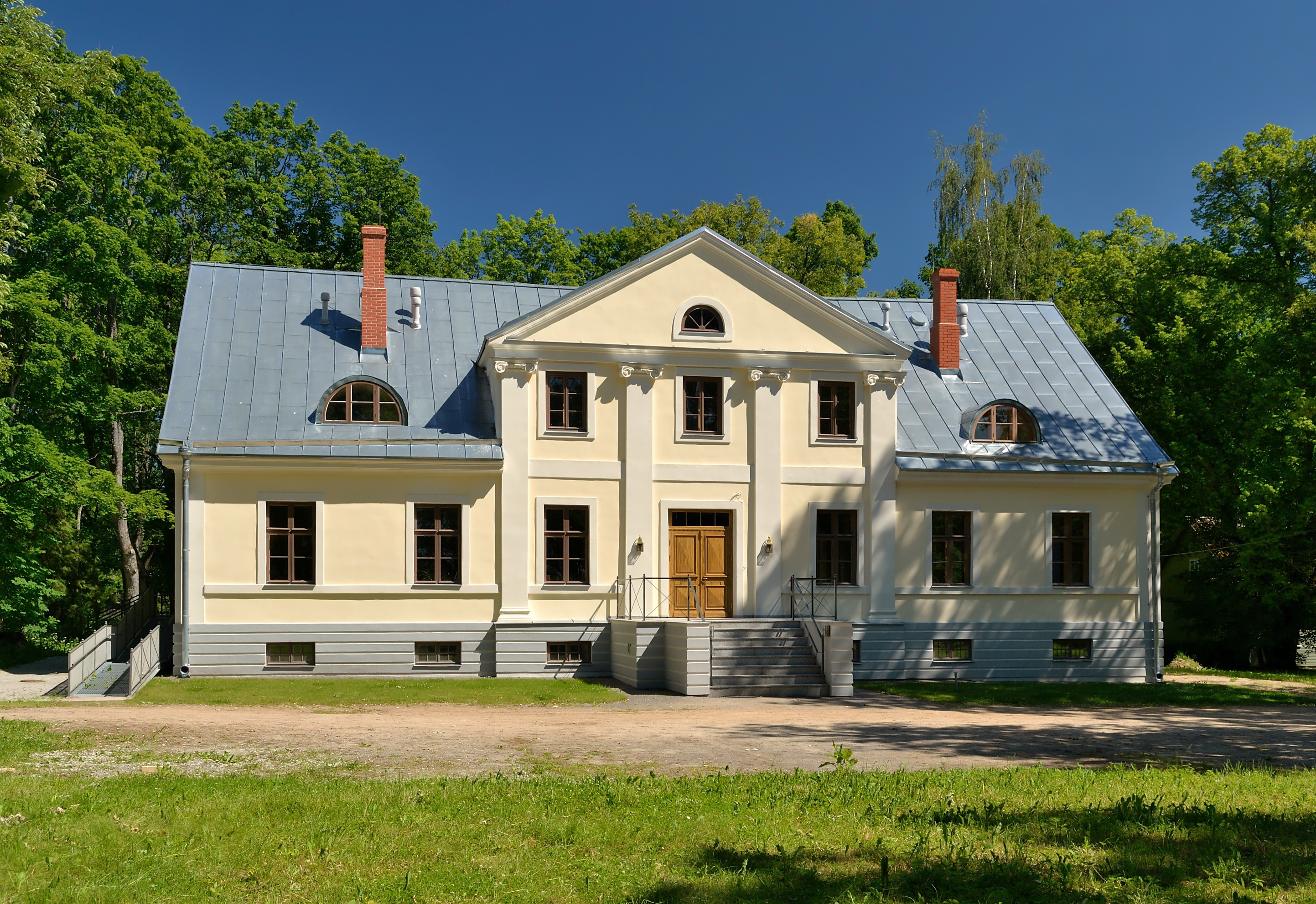
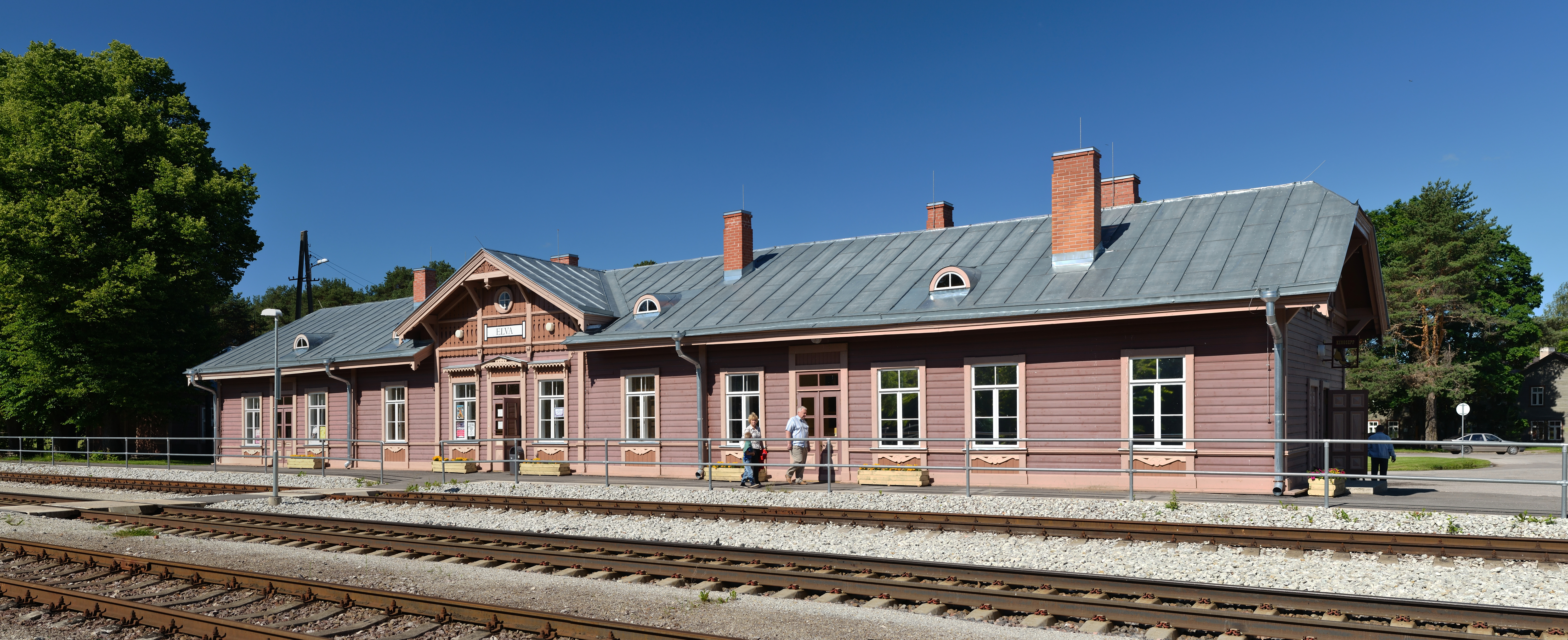